# ION (Schokolade)
ION (griechisch Ίον, eigentlich „Veilchen“) ist ein Schokoladenhersteller aus Athen der seit 2022 zur Bespoke SGA Holdings gehört.

## Geschichte
Seit 1927 wird ION-Schokolade produziert, seit 1930 existiert das heutige Unternehmen. Mitte der 1950er Jahre eröffnete ION in Athen das erste eigene Geschäft. Bis in die 1980er Jahre wurde die Schokolade mit starkem Vanillegeschmack (wegen des Vanillins) in zwei Varianten angeboten.
1976 wurde die Noisetta, ein Schokoladenbonbon mit Haselnuss, eingeführt, im Jahr darauf erschien die Chokofreta, eine Mischung aus Schokoladen und Waffeln. In den 80er Jahren wurde die Produktlinie Break auf den Markt gebracht, welche bis heute in verschiedenen Variationen erhältlich ist. Gemeinsam mit der griechischen Molkerei KRI-KRI begann das Unternehmen 2006 mit der Herstellung und dem Verkauf von Eiscreme. In 2015 fing ION an mit Stevia gesüßte Schokoladen zu verkaufen.
2022 wurde bekannt, dass die Bespoke SGA Holdings, eine Tochterfirma der Cypriot Company, 45 % der ION kaufen würde. Nachdem der Anteil 2023 auf 60 % erhöht wurde, hält die Bespoke SGA Holding eine Mehrheit an ION.
Laut eigenen Angaben erzielte ION in 2019 einen Umsatz von 118 Millionen Euro und hatte 934 Mitarbeiter. Bis 2020 sank der Umsatz auf 113,8 Millionen Euro, im Jahr darauf konnte er auf 116,7 Millionen Euro erhöht werden.